# Bent Christensen Arensøe
Bent Christensen Arensøe, conosciuto anche come Bent René Christensen (Copenaghen, 4 gennaio 1967), è un allenatore di calcio ed ex calciatore danese, di ruolo attaccante, tecnico delle giovanili del Brøndby.

## Carriera

### Giocatore

#### Club
Christensen iniziò a giocare con il Brønshøj nel 1985. Nello stesso anno, all'età di 17 anni, si trasferì all'estero per giocare nel Servette, con cui vinse la Lega Nazionale A. Nel 1987 fu ceduto in prestito ai danesi del Vejle e successivamente al Brøndby in maniera definitiva. Con il Brøndby vinse il campionato di calcio danese nel 1988 e nel 1989 e il titolo di capocannoniere nella stagione 1988 1990 e 1991. Con i danesi raggiunse anche la semifinale di Coppa UEFA 1990-1991.
Nel 1991 l'Eintracht Francoforte e lo Schalke 04 si contesero il giocatore. Alla fine furono questi ultimi a spuntarla per una cifra di 5 milioni di marchi e Christensen divenne così il calciatore danese più pagato fino ad allora con uno stipendio mensile di 400.000 corone. In Germania segnò 8 gol in 49 partite, e gli venne affibbiato il soprannome di Trabi-Bent.
Nel 1993 passò ai greci dell'Olympiakos e nel 1994 agli Spagnoli del Compostela. Rimase in Spagna per tre anni prima di trasferirsi in Turchia al Gençlerbirliği nel 1997.
Christensen ritornò al Brøndby nel marzo 1998 e con i danesi vinse il campionato e la Coppa di Danimarca nel 1998 e partecipò alla Champions League 1998-1999. Nel 2000 si ritirò dal calcio giocato dopo aver giocato nella sua prima squadra, il Brønshøj.

#### Nazionale
Christensen ha debuttato nella Nazionale danese nel febbraio del 1989 in amichevole contro Malta.
Fu convocato per gli Europei 1992 in Svezia. Christensen giocò le prime due partite del torneo, poi si infortunò e dovette tornare a casa mentre la squadra vinceva la competizione. Non partecipò nemmeno alle feste per celebrare tale vittoria, non sentendosi del tutto parte del gruppo che vinse l'Europeo.
Disputò l'ultima partita in Nazionale nel novembre del 1994 contro la Spagna. Con la Nazionale danese ha disputato un totale di 26 partite e realizzato 8 reti.

### Allenatore
Christensen iniziò la carriera di allenatore nel gennaio 2003 alla guida del Værløse, con cui guadagnò la promozione in 2ª divisione, la terza serie del campionato danese. Nell'ottobre del 2005 è stato assunto come allenatore delle giovanili del Brøndby.

## Palmarès

### Giocatore

#### Club
- Campionato svizzero: 1

Servette: 1994-1985
- Campionato danese: 5

Brøndby: 1987, 1988, 1990, 1991, 1997-1998
- Coppa di Danimarca: 2

Brøndby: 1988-1989, 1997-1998

#### Nazionale
- Campionato d'Europa: 1

Svezia 1992

#### Individuale
- Capocannoniere del campionato danese: 3

1988 (21 reti), 1990 (17 reti), 1991 (11 reti)